# Кожурин, Кирилл Яковлевич
Кири́лл Я́ковлевич Кожу́рин (род. 13 июля 1972, Ленинград) — русский писатель, поэт, философ и переводчик. Член Российского Совета Древлеправославной поморской церкви. Член Российского философского общества.

## Биография
Кирилл Кожурин родился 13 июля 1972 года в Ленинграде в семье потомственных старообрядцев. Отец — Яков Яковлевич Кожурин, доктор философских наук, профессор, историк и религиовед, в 1976—1986 годах был директором Государственного музея истории религии и атеизма. Мать — Людмила Ивановна Кучина, кандидат философских наук. Брат — Антон Яковлевич Кожурин, доктор философских наук, профессор кафедры философии РГПУ им. А. И. Герцена. Дед — Яков Андреевич Кожурин (1895—1971), духовный наставник Пружинской старообрядческой общины (Пустошкинский район Псковской обл.)
В 1994 году окончил философский факультет Санкт-Петербургского государственного университета.
27 октября 1999 года на кафедре философии Санкт-Петербургского государственного университета экономики и финансов защитил диссертацию на соискание учёной степени кандидата философских наук по теме «Проблемы религии и культуры в концепции Кристофера Доусона».
С 1996 года Кожурин работал ассистентом кафедры философии Санкт-Петербургского государственного университета экономики и финансов; с 2000 года — старшим преподавателем кафедры философии, с 2005 года — доцентом кафедры философии.
В 2010 году присвоено учёное звание доцента.
С 2012 года — доцент кафедры философии факультета философии человека в Российском государственном педагогическом университете имени А. И. Герцена.
С 2012 года — главный редактор Календаря Древлеправославной Поморской Церкви, а также редактор книжной серии «Russika» в рамках издательского проекта «Квадривиум» («Quadrivium»).
В 2012 году книга К. Я. Кожурина «Протопоп Аввакум. Жизнь за веру», вышедшая в 2011 году в серии «Жизнь замечательных людей», вошла в лонг-лист российской национальной литературной премии «Большая книга» сезона 2011—2012 годов.
Преподает также в Рижском Гребенщиковском духовном училище (РГСО. Рига, Латвия).

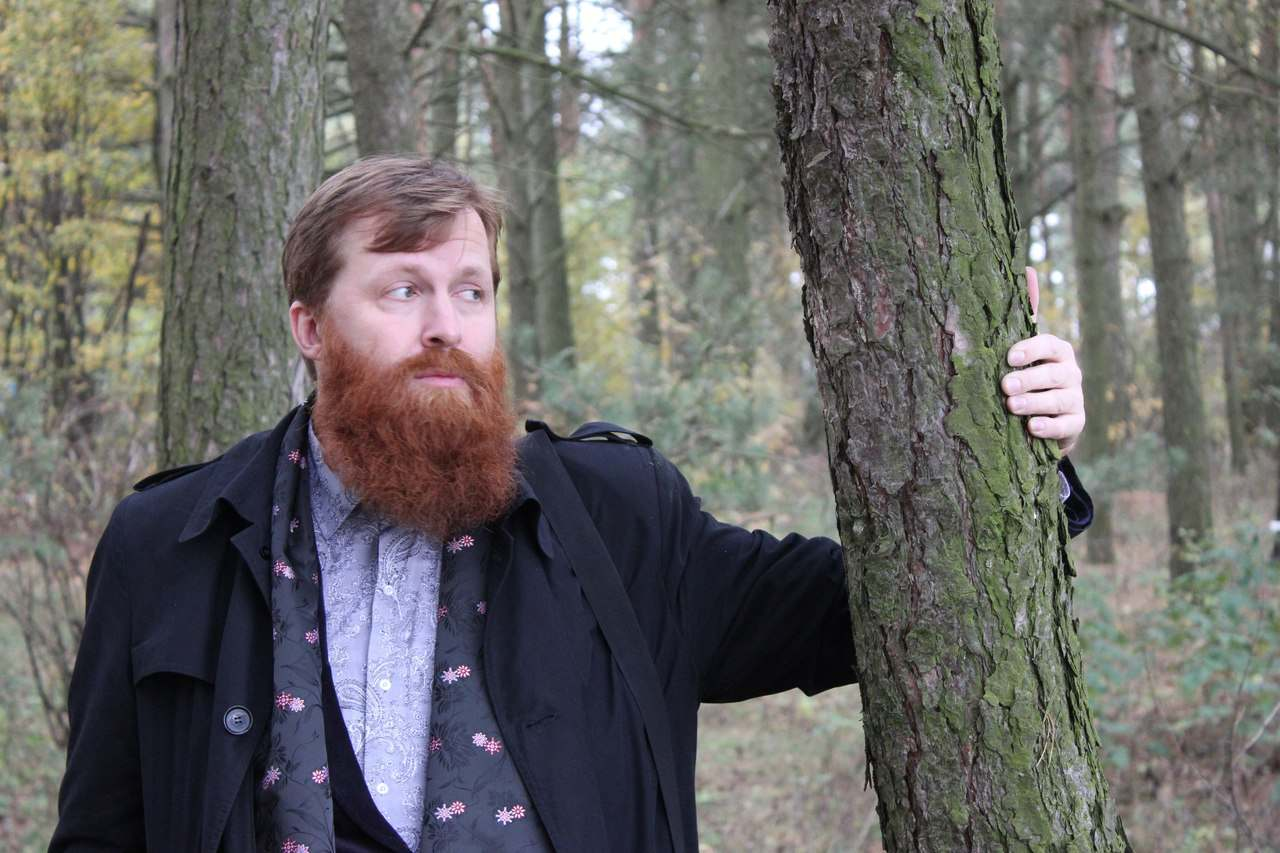
Кирилл Кожурин